# Limones
Limones ist eine Ortschaft und eine Parroquia rural („ländliches Kirchspiel“) im Kanton Zapotillo der ecuadorianischen Provinz Loja. Die Parroquia besitzt eine Fläche von 231,3 km². Die Einwohnerzahl lag im Jahr 2010 bei 1410.

## Lage
Die Parroquia Limones liegt in den Ausläufern der westlichen Anden im Südwesten von Ecuador an der peruanischen Grenze. Das Gebiet wird im Westen und im Südwesten vom Grenzfluss Quebrada Pilares sowie im Südosten vom Río Alamor begrenzt. Der etwa 160 m hoch gelegene Hauptort befindet sich 11,5 km westlich vom Kantonshauptort Zapotillo.
Die Parroquia Limones grenzt im Westen und im Südwesten an Peru, im Südosten an die Parroquia Zapotillo sowie im Nordosten an die Parroquia Garzareal.

## Geschichte
Die Gründung der Parroquia Limones wurde am 21. Juni 1988 im Registro Oficial bekannt gemacht und damit wirksam.